# Мар'ян Давид Самійлович
Мар'ян Давид Самійлович — український радянський сценарист, кінорежисер.

## Біографічні відомості
Народився 1892 р. Працював на Одеській (ВУФКУ) та Київській кінофабриках. Потім — на «Мосфільмі».
Автор сценаріїв українських фільмів: «Цемент» (1927), «Мертва петля»/ «Пілот і дівчина» (1929), «П'ять наречених» (1930), «Життя в руках» (1931, режисер-постановник).
Помер 1937 р. 

## Фільмографія
Режисер-постановник:
- «Життя в руках» (1930)
- «Мрійники» (1934)
- «На Далекому Сході» (1937, у співавт.)

Сценарист:
- «Цемент» (1927)
- «Мертва петля»/ «Пілот і дівчина» (1929)
- «П'ять наречених» (1930)
- «Життя в руках» (1930)
- «Мрійники» (1934)